# 永田大士
永田 大士（ながた だいし、1990年1月12日 - ）は、日本のプロボクサー。宮崎県児湯郡川南町出身。第42代日本スーパーライト級王者。第43代OPBF東洋太平洋スーパーライト級王者。元WBOアジア太平洋スーパーライト級王者。三迫ボクシングジム所属。

## 人物
日章学園高校卒業後、自衛隊に入隊、陸上自衛隊朝霞駐屯地自衛隊体育学校(ボクシング班)転属、2012年、全日本社会人ボクシング大会で優勝。2012年陸上自衛隊練馬駐屯地転属後、2014年3月自衛隊退職、2014年8月プロデビュー。

## 来歴
2014年8月2日のプロデビュー戦は6回引き分け。
その後2018年10月11日に後楽園ホールでOPBF東洋太平洋スーパーライト級王者内藤律樹とOPBF東洋太平洋同級タイトルマッチを行うも、12回1-2（113-114×2、114-113）判定負けでOPBF王座獲得に失敗。
そして2019年10月21日に後楽園ホールで日本スーパーライト級1位のアオキクリスチャーノとチャンピオンカーニバル最強挑戦者決定戦を行い、8回3-0（77-75×2、79-73）判定勝ちで日本王座への挑戦権を獲得した。
2020年7月16日、後楽園ホールで日本・WBOアジア太平洋スーパーライト級王者の井上浩樹と日本同級タイトルマッチを行い、7回2分17秒負傷TKO勝ちを収め、王座を獲得した。これにより、三迫ジムは同時期に6人の日本王者を抱えることになった。
2020年12月10日、後楽園ホールで元日本ライト級・WBOアジア太平洋スーパーライト級王者で日本同級2位の近藤明広と日本同級タイトルマッチを行い、7回1-0（67-66、67-67×2）の負傷判定で引き分けとなるも初防衛に成功した。
2021年6月10日、後楽園ホールで日本スーパーライト級5位の鈴木雅弘と日本同級タイトルマッチを行うも、10回2分9秒TKO負けを喫し2度目の防衛に失敗、王座から陥落した。
2022年12月5日、後楽園ホールでOPBF東洋太平洋スーパーライト級王者の近藤明広とOPBF東洋太平洋同級タイトルマッチで2年ぶりに再戦、12回3-0（114-113、115-112×2）の判定勝ちで王座を獲得した。
2024年2月22日、後楽園ホールでWBOアジア太平洋スーパーライト級王者の井上浩樹とOPBF東洋太平洋・WBOアジア太平洋同級王座統一戦で再戦し、12回2-0（114-114、115-113、116-112）の判定勝ちでOPBF王座の初防衛とWBOアジアパシフィック王座の獲得に成功、アジア王座統一を果たした。
2024年6月7日、韓国・ソウルで元韓国スーパーウェルター級王者ならびにWBOアジア太平洋スーパーライト級3位の金容旭とWBOアジア太平洋同級タイトルマッチを行い、12回3-0（118-109×2、114-113）の判定勝ちでWBOアジア太平洋王座初防衛に成功した。
2025年2月11日、後楽園ホールでOPBF東洋太平洋スーパーライト級9位ならびにWBOアジアパシフィック同級15位の星大翔とOPBF東洋太平洋・WBOアジア太平洋同級タイトルマッチを行い、8回36秒TKO勝ちを収めOPBF王座とWBOアジアパシフィック王座の2度目の防衛に成功した。
2025年6月10日、後楽園ホールでOPBF東洋太平洋スーパーライト級14位ならびにWBOアジアパシフィック同級11位の金周栄とOPBF東洋太平洋・WBOアジア太平洋同級タイトルマッチを行うも、12回1-2（115-113、113-115×2）の判定負けを喫しOPBF王座とWBOアジアパシフィック王座の3度目の防衛に失敗、王座から陥落したと同時に日本同級王者の李健太との3冠王座統一戦も事実上の消滅となった。

## 獲得タイトル
- アマチュア
  - 平成24年度全日本社会人選手権大会ライトウエルター級 優勝

- プロ
  - 2019年度日本スーパーライト級最強挑戦者
  - 第42代日本スーパーライト級王座（防衛1）
  - 第43代OPBF東洋太平洋スーパーライト級王座（防衛2）
  - WBOアジア太平洋スーパーライト級王座（防衛2）

## 戦績
- アマチュアボクシング - 62戦41勝21敗(11KO)
- プロボクシング - 27戦 21勝（7KO） 4敗 2分

| 戦           | 日付           | 勝敗 | 時間     | 内容        | 対戦相手                               | 国籍           | 備考                                                                           |
| ------------ | -------------- | ---- | -------- | ----------- | -------------------------------------- | -------------- | ------------------------------------------------------------------------------ |
| 1            | 2014年8月2日   | △    | 6R       | 判定1-0     | 井上岳志（ワールドS）                  | 日本           | プロデビュー戦                                                                 |
| 2            | 2014年11月25日 | ☆    | 6R       | 判定2-1     | ジェフリー・アリエンザ                 | フィリピン     |                                                                                |
| 3            | 2015年2月9日   | ☆    | 3R       | TKO         | 宮城伶次（島袋）                       | 日本           |                                                                                |
| 4            | 2015年6月30日  | ☆    | 1R       | KO          | 松坂拓哉（石神井S）                    | 日本           |                                                                                |
| 5            | 2015年9月29日  | ☆    | 5R       | 判定3-0     | 飯塚稔（E&Jカシアス）                  | 日本           | 2015年度B級トーナメントスーパーライト級決勝                                    |
| 6            | 2015年12月7日  | ☆    | 8R       | TKO         | 鈴木義行（マナベ）                     | 日本           |                                                                                |
| 7            | 2016年2月11日  | ☆    | 6R       | 判定2-0     | 遠藤健太郎（大橋）                     | 日本           |                                                                                |
| 8            | 2016年6月9日   | ☆    | 8R       | TKO         | 松山和樹（山上）                       | 日本           |                                                                                |
| 9            | 2016年11月15日 | ☆    | 8R       | 判定3-0     | クウエ・ピーター（大橋）               | ガーナ         |                                                                                |
| 10           | 2017年4月21日  | ★    | 7R 1:42  | TKO         | デスティノ・ジャパン（ピューマ渡久地） | ドミニカ共和国 |                                                                                |
| 11           | 2017年11月28日 | ☆    | 8R       | 判定3-0     | 龍仁祖                                 | 韓国           |                                                                                |
| 12           | 2018年3月23日  | ☆    | 5R 1:01  | 負傷判定3-0 | 稲垣孝（フラッシュ赤羽）               | 日本           |                                                                                |
| 13           | 2018年7月12日  | ☆    | 5R 1:37  | TKO         | ジミー・ボルボン                       | フィリピン     |                                                                                |
| 14           | 2018年10月11日 | ★    | 12R      | 判定1-2     | 内藤律樹（E&Jカシアス）                | 日本           | OPBF東洋太平洋スーパーライト級タイトルマッチ                                   |
| 15           | 2019年4月11日  | ☆    | 8R       | 判定3-0     | 塚田祐介（角海老宝石                   | 日本           |                                                                                |
| 16           | 2019年7月26日  | ☆    | 8R       | 判定2-0     | 鄭珉浩                                 | 韓国           |                                                                                |
| 17           | 2019年10月21日 | ☆    | 8R       | 判定3-0     | アオキ・クリスチャーノ（角海老宝石）   | ブラジル       | 2019年度日本スーパーライト級最強挑戦者決定戦                                   |
| 18           | 2020年7月16日  | ☆    | 7R 2:17  | TKO         | 井上浩樹（大橋）                       | 日本           | 日本スーパーライト級タイトルマッチ                                             |
| 19           | 2020年12月10日 | △    | 7R 1:14  | 負傷判定0-1 | 近藤明広（一力）                       | 日本           | 日本王座防衛1                                                                  |
| 20           | 2021年6月10日  | ★    | 10R 2:09 | TKO         | 鈴木雅弘（角海老宝石）                 | 日本           | 日本王座陥落                                                                   |
| 21           | 2022年5月30日  | ☆    | 8R       | 判定3-0     | 近藤哲哉（横田S）                      | 日本           |                                                                                |
| 22           | 2022年12月5日  | ☆    | 12R      | 判定3-0     | 近藤明広（一力）                       | 日本           | OPBF東洋太平洋スーパーライト級タイトルマッチ                                   |
| 23           | 2023年10月10日 | ☆    | 8R       | 判定3-0     | 金鎮秀                                 | 韓国           |                                                                                |
| 24           | 2024年2月22日  | ☆    | 12R      | 判定2-0     | 井上浩樹（大橋）                       | 日本           | OPBF・WBOアジア太平洋スーパーライト級王座統一戦 OPBF防衛1・WBOアジア太平洋獲得 |
| 25           | 2024年6月7日   | ☆    | 12R      | 判定3-0     | 金容旭                                 | 韓国           | WBOアジアパシフィック防衛1                                                     |
| 26           | 2025年2月11日  | ☆    | 8R 0:36  | TKO         | 星大翔（DANGAN）                       | 日本           | OPBF防衛2・WBOアジア太平洋防衛2                                                |
| 27           | 2025年6月10日  | ★    | 12R      | 判定1-2     | 金周栄                                 | 韓国           | OPBF・WBOアジア太平洋陥落                                                      |
| テンプレート |                |      |          |             |                                        |                |                                                                                |